# Liste des parcs naturels de Roumanie

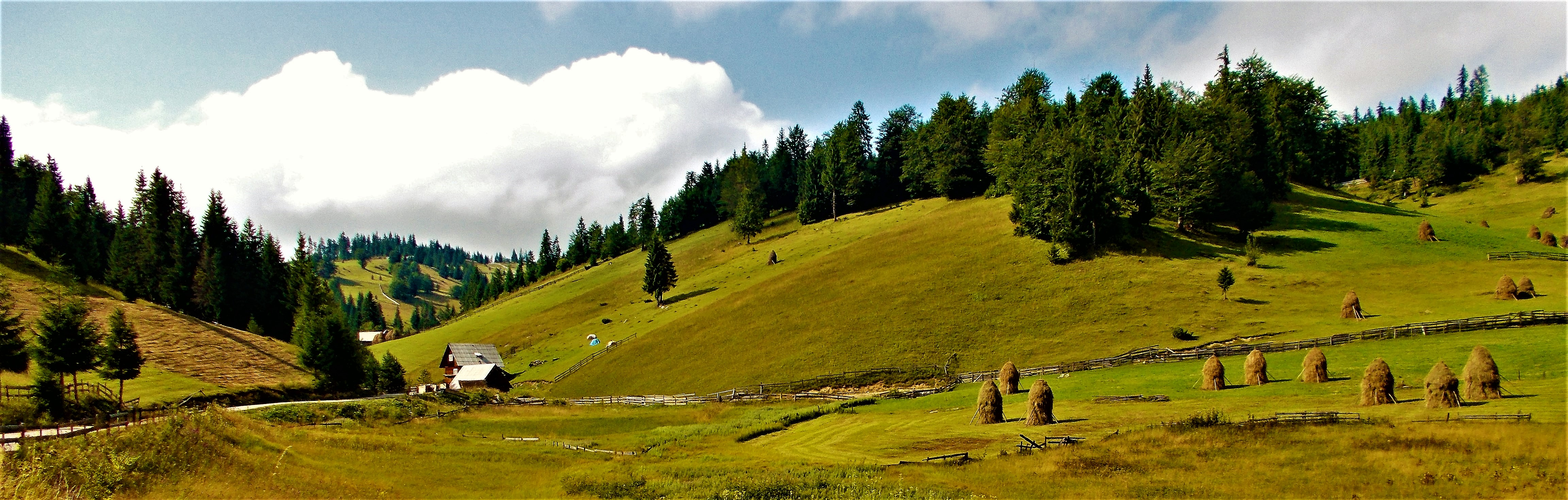
Parc naturel Apuseni

Les parcs naturels en Roumanie sont des aires  protégées régies par la:
- Loi numéro 5 du 6 mars 2000 (publié dans Monitorul Oficial numéro 152 du 12 avril 2000)[1]
- Décision du Gouvernement numéro 2151 du 30 novembre 2004 (publié dans Monitorul Oficial numéro 38 du 12 janvier 2005)[2]
- Décision du Gouvernement numéro 1143 du 18 septembre 2007 (publié dans Monitorul Oficial numéro 691 du 11 octobre 2007)[3]
- Décision du Gouvernement numéro 1217 du 2 décembre 2010 (publié dans Monitorul Oficial numéro 840 du 14 décembre 2010)[4].

## Parcs naturels
| Nom                                          | Comté                    | Superficie | Date de création | Photo | Région (historique) |  |
| -------------------------------------------- | ------------------------ | ---------- | ---------------- | ----- | ------------------- |  |
| Parc naturel Apuseni                         | Alba Bihor Cluj          | 75 784 ha  | 2000             |       | Transylvanie        |  |
| Parc naturel Bucegi                          | Brașov Dâmbovița Prahova | 32 663 ha  | 1974             |       |                     |  |
| Parc naturel Cefa                            | Bihor                    | 5 002 ha   | 2010             |       |                     |  |
| Parc naturel Comana                          | Giurgiu                  | 24 963 ha  | 2005             |       |                     |  |
| Parc naturel Defileul Mureșului Superior     | Mureș                    | 9 156 ha   | 2007             |       |                     |  |
| Parc naturel Grădiștea Muncelului-Cioclovina | Hunedoara                | 38 184 ha  | 2000             |       |                     |  |
| Géoparc des dinosaures du pays de Hațeg      | Hunedoara                | 102 392 ha | 2005             |       | Transylvanie        |  |
| Parc naturel Lunca Joasă a Prutului Inferior | Galați                   | 8 247 ha   | 2005             |       | Moldavie            |  |
| Parc naturel Balta Mică a Brăilei            | Brăila                   | 17 529 ha  | 1978             |       | Munténie            |  |
| Parc naturel Lunca Mureșului                 | Arad Timiș               | 17 166 ha  | 2005             |       | Banat               |  |
| Parc naturel Monts Maramureș                 | Maramureș                | 148 850 ha | 2005             |       |                     |  |
| Plateau Mehedinți                            | Gorj Mehedinți           | 106,50     | 2005             |       | Olténie             |  |
| Portes de Fer                                | Caraș-Severin Mehedinți  | 115 665 ha | 2000             |       | Olténie et Banat    |  |
| Parc naturel Putna-Vrancea                   | Vrancea                  | 30 204 ha  | 2005             |       |                     |  |
| Parc naturel Vânători-Neamț                  | Neamț                    | 26 322 ha  | 1998             |       |                     |  |